# Type 90
Type 90 je glavni bojni tank japonske vojske.